# NGC 4992
NGC 4992 é uma galáxia espiral (Sa) localizada na direcção da constelação de Virgo. Possui uma declinação de +11° 38' 03" e uma ascensão recta de 13 horas, 09 minutos e 05,7 segundos.
A galáxia NGC 4992 foi descoberta em 4 de Abril de 1831 por John Herschel.